# Sokolivocika, Talne
Sokolivocika (în ucraineană Соколівочка) este localitatea de reședință a comunei Sokolivocika din raionul Talne, regiunea Cerkasî, Ucraina.

## Demografie
Componența lingvistică a localității Sokolivocika
     Ucraineană (98,92%)
     Rusă (1,08%)
Conform recensământului din 2001, majoritatea populației localității Sokolivocika era vorbitoare de ucraineană (98,92%), existând în minoritate și vorbitori de rusă (1,08%).